# 東京百貨店協会
東京百貨店協会（とうきょうひゃっかてんきょうかい）は、かつて存在した日本百貨店協会の都市百貨店協会。東京都内のうち主に東京23区の百貨店が加盟していた業界団体（任意団体）で、日本百貨店協会を上位団体としていた。
東京都の百貨店業の健全な発達を図り、もって消費者の利益に寄与することを目的としていた。

## 概要
かつて日本百貨店協会には、地区ブロックごとの「地区協会」と、戦前に六大都市と呼ばれた都市（東京、横浜、名古屋、京都、大阪、神戸）ごとに「都市百貨店協会」があった。しかし加盟店数の減少などから、運営の無駄を省くため時間をかけて統合が進められ、2010年（平成22年）に7地区協会を統合して地方分会とした。各地区協会事務所は閉鎖され、運営は日本百貨店協会本部に一元化されている。
各店舗は日本百貨店協会にも加盟するしていることから、全国的活動は日本百貨店協会の地区協会である関東百貨店協会を通じて行い、東京百貨店協会は売上データの提供などにとどめ、活動が重複しないようにしていた。歴史的経緯から、加盟店舗は「都市百貨店」として位置づけられていた。

## 加盟百貨店
- 小田急百貨店　新宿本店（新宿区）
- 京王百貨店　新宿本店（新宿区）
- ジェイアール東日本商業開発　グランデュオ蒲田（大田区）
- そごう・西武
  - 西武池袋本店（豊島区）
  - 西武渋谷店（渋谷区）
- 髙島屋
  - 東京（日本橋）店（中央区）
  - 新宿店（渋谷区）
  - 玉川店（世田谷区）
- 大丸松坂屋百貨店
  - 大丸東京店（千代田区）
  - 松坂屋上野店（台東区）
  - 松坂屋銀座店（中央区）
- 東急百貨店
  - 渋谷・本店（渋谷区）
  - 渋谷ヒカリエShinQs・渋谷東急フードショー（渋谷区）
- 東武百貨店　池袋本店（豊島区）
- エイチ・ツー・オー リテイリング　阪急メンズ・トーキョー（千代田区）
- マロニエゲート（中央区）（プランタン銀座を継承）
- 松屋
  - 銀座本店（中央区）
  - 浅草支店（台東区）
- 三越伊勢丹
  - 伊勢丹新宿本店（新宿区）
  - 日本橋三越本店（中央区）
  - 銀座三越（中央区）

### 法人会員
- そごう・西武　本社（千代田区） - 本社は二番町の親会社セブン&アイ・ホールディングス本社近隣にある。
- 京王百貨店　本社（渋谷区） - 本社は京王初台駅ビルにある。
- 大丸松坂屋百貨店　本社（江東区） - 松坂屋（本社：名古屋市）が大丸（本社：大阪市）を吸収合併した上で、2010年3月に本社を移転。

## かつての加盟店
- 京成百貨店
  - 上野店（台東区） - 現：丸井上野店
  - 大森店（大田区）
- そごう・西武
  - 西武有楽町店（千代田区）
  - そごう東京店（有楽町そごう、千代田区有楽町） - そごう全国展開の第一歩だった。現：ビックカメラ有楽町本館
- 東急百貨店
  - 日本橋店（中央区） - 「白木屋」の流れをくんでいた
  - 渋谷駅・東横店（渋谷区）
- 阪急百貨店
  - 大井阪急（品川区） - 業態転換による閉店で退会
  - 数寄屋橋阪急（中央区） - 上に同じ
- 三越 池袋店（豊島区） - 現：ヤマダ電機「LABI1日本総本店」
- 三越伊勢丹 新宿三越アルコット店（新宿区）- 現：ビックロ（ビックカメラとユニクロのコラボレーション店舗）